# Marigold World Championship
El Marigold World Championship (Campeonato Mundial de Marigold, en español) es el campeonato femenino principal de Dream Star Fighting Marigold. El título, que se sitúa en lo más alto de la jerarquía del campeonato de Marigold, se introdujo el 15 de mayo de 2024. La campeona actual es Utami Hayashishita, quien se encuentra en su primer reinado.

## Historia
El 15 de abril de 2024, se estableció Dream Star Fighting Marigold. El 15 de mayo, Marigold reveló el cinturón del Campeonato Mundial Marigold. El título también se conocerá simplemente como "Cinturón Rojo", un nombre que se usa famosamente en All Japan Women's Pro-Wrestling (AJW) para referirse a su Campeonato Mundial Individual WWWA (del cual Nanae Takahashi de Marigold había sido la última campeona en 2006). El 13 de julio, en el evento principal de Summer Destiny, Sareee derrotó a Giulia para convertirse en la campeona inaugural.

## Campeonas

### Campeona actual
La campeona actual es Utami Hayashishita, quien se encuentra en su primer reinado como campeona. Hayashishita ganó el campeonato tras derrotar a la excampeona Sareee el 5 de enero de 2025 en First Dream.
Hayashishita registra hasta el 29 de junio de 2025 las siguientes defensas televisadas:
1. vs. Bozilla (30 de marzo de 2025, Marigold Spring Victory Series - Tag 7)

### Lista de campeonas
| N.º | Campeona           | Lucha               | Lucha          | Lucha        | Estadísticas | Estadísticas | Estadísticas      | Notas y referencias                                         |
| N.º | Campeona           | Fecha               | Evento         | Ubicación    | Reinado      | Días         | Defensas exitosas | Notas y referencias                                         |
| --- | ------------------ | ------------------- | -------------- | ------------ | ------------ | ------------ | ----------------- | ----------------------------------------------------------- |
| 1   | Sareee             | 13 de julio de 2024 | Summer Destiny | Tokio, Japón | 1            | 174          | 2                 | Derrotó a Giulia para convertirse en la campeona inaugural. |
| 2   | Utami Hayashishita | 5 de enero de 2025  | First Dream    | Tokio, Japón | 1            | 175+         | 3                 | [ 6 ]                                                       |

### Total de días con el título
La siguiente lista muestra el total de días que una luchadora ha poseído el campeonato si se suman todos los reinados que posee. Actualizado a la fecha del 29 de junio de 2025.
| + | Indica a la campeona actual |

| N.º | Campeona           | Reinados | Núm. defensas | Total de días |
| --- | ------------------ | -------- | ------------- | ------------- |
| 1   | Sareee             | 1        | 2             | 174           |
| 2   | Utami Hayashishita | 1        | 3             | 175+          |